# Vasiľov
Vasiľov (in ungherese Vasziló) è un comune della Slovacchia facente parte del distretto di Námestovo, nella regione di Žilina.